# Administración general de prensa y publicaciones
La Administración general de prensa y publicaciones (en chino simplificado, 中华人民共和国新闻出版总署; pinyin, Zhōnghuá Rénmín Gònghéguó Xīnwén Chūbǎn Zǒngshǔ) es la agencia administrativa del gobierno de la República Popular China responsable de la regulación y distribución de las noticias, textos y publicaciones, así como el otorgamiento de licencias para la publicación de libros y periódicos en el país. Igualmente sirve de nexo entre otros órganos del estado, entre ellos la Administración estatal de radio, cine y televisión, el Departamento de publicidad, la Oficina de información del consejo del estado y la agencia oficial de noticias Xinhua.

## Gestión
La Administración general de prensa y publicaciones está dividida en tres dependencias: La Oficina general, a cargo de Sun Shoushan; la Administración nacional de derechos de autor, dirigida por Wang Ziqiang y la Oficina nacional de la campaña contra la pornografía y las publicaciones ilegales, bajo la supervisión de Li Baozhong.

### Estructura interna
Internamente la agencia está separada en nueve departamentos:
- Oficina general
- Departamento de publicación de libros
- Departamento de publicación de periódicos y revistas
- Departamento para la gestión de producciones de audio, video y publicaciones electrónicas
- Departamento para la gestión de distribución de publicaciones
- Departamento para la gestión de la industria gráfica
- Departamento de personal y educación
- Departamento de cooperación externa
- Departamento para la gestión de los derechos de autor

La Administración general de prensa y publicaciones es también la dependencia encargada de supervisar a la Administración nacional de derechos de autor, la cual tiene jurisdicción sobre el territorio continental de China.

## Jurisdicción
La agencia está encargada de regular las casas editoriales, incluyendo las productoras de libros, material audiovisual, publicaciones electrónicas y periódicos; así como las empresas de distribución de estos mismos contenidos. Igualmente se ocupa de los asuntos relacionados con los derechos de autor, entre ellos la copia de material electrónico y audiovisual. También es la encargada de permitir la publicación de obras extranjeras así como la participación de empresas foráneas en la industria gráfica, las noticias y las comunicaciones.